# Asparrena
Asparrena (spanisch Aspárrena) ist eine spanische Gemeinde in der Provinz Álava.
Der Hauptort der Gemeinde ist Araia (auf Spanisch und inoffiziell Araya), wo drei Viertel der Bevölkerung wohnen, sowie sich die meisten Unternehmen befinden. Die restlichen neun Orte, sind kleine, dünn besiedelte Dörfer, die Concejos mit einer gewissen administrativen Autonomie innerhalb der Gemeinde haben.

## Geschichte

### Namensherkunft
Asparrena oder Aspárrena bedeutet „der niedrige Teil des Felsens“ oder „der untere Teil des Felsens“. Seine geografische Lage passt gut zu dieser Beschreibung, da die Gemeinde im Norden von Bergen wie Aratz, Imeleku, Allaitz oder Umandia begrenzt wird, zu deren Füßen die Orte Asparrenas liegen.
Der Name stammt aus der baskischen Sprache und setzt sich aus atx (Felsen), einem zweiten Begriff barren (bedeutet in der Toponymie minderwertig) und dem abschließenden -a (Artikel) zusammen.
Der Ortsname ist seit dem 15. Jahrhundert dokumentiert, ursprünglich als Axparrena, obwohl er ab einer bestimmten Zeit (nach dem 16. Jahrhundert) aufgrund eines Phänomens der Depalatalisierung zu Asparrena wurde. Gelegentlich ist es unter anderen Namen wie Azparrena (18. Jahrhundert) oder Asparrana (Volkszählung 1857) erschienen.
Im Spanischen und im Baskischen wird das Toponym praktisch gleich ausgesprochen und unterscheidet sich hauptsächlich darin, dass es im Spanischen mit einem Akzentzeichen geschrieben wird und im Baskischen nicht. Der offizielle Name der Gemeinde war jedoch immer Asparrena (ohne Akzent), obwohl dies nicht mit der kastilischen Transkription des gebräuchlichsten Namens übereinstimmt.
Die Königliche Akademie der Baskischen Sprache weist darauf hin, dass das abschließende -a von Asparrena als Artikel betrachtet werden muss, wenn der Name in dieser Sprache abgelehnt wird, also wird es Asparrenean, Asparreneko, Asparrenetik oder Asparrenera geschrieben.

## Geographie
Es ist Teil der Comarcas Cuadrilla de Salvatierra mit dem Hauptort Agurain/Salvatierra und liegt 35 Kilometer von der Provinzhauptstadt Vitoria-Gasteiz entfernt. Die Gemeinde wird von der Autovía A-1 Kilometer 386 und 390 durchquert.
Die Gemeinde erstreckt sich zwischen der Sierra de Urquilla im Norden und der Sierra de Encía im Süden, die beide durch einen Teil der Llanada Alavesa getrennt sind. Es umfasst zwei Gebiete, die durch die Gemeinde Zalduondo getrennt sind; im westlich gelegenen Teil liegen Gordoa und Arriola. Im Relief lassen sich zwei sehr deutliche Bereiche unterscheiden: das flache Gebiet, das den zentralen Teil der Gemeinde einnimmt sowie die Gebirgskämme, die zu den oben genannten Gebirgszügen gehören. In der Sierra de Urquilla werden Höhen von über 1.400 Metern erreicht (Peña Aratz 1.443 Meter; Malkorra, 1.246 Meter). Etwas weiter südlich kommt es bei den Peñas de Egino zu einem steilen Abstieg zur Llanada dar. Schließlich folgt weiter südlich der Aufstieg zur Sierra de Encía, die 1.150 Höhenmeter überschreitet. Der Hauptort, Araia, liegt 603 Meter über dem Meeresspiegel.

### Nachbargemeinden
| Oñati (Gipuzkoa)                 | Parzonería General de Guipúzcoa y Álava     | Ziordia (Navarra)                     |
| Zalduondo San Millán/Donemiliaga | Kompassrose, die auf Nachbargemeinden zeigt | Ziordia (Navarra)                     |
| San Millán/Donemiliaga           | Parzonería de Encía                         | Ziordia (Navarra) Parzonería de Encía |

### Gemeindegliederung
Die Gemeinde besteht aus zehn Orten. Der wichtigste Ort ist Araia, der drei Viertel der Stadtbevölkerung ausmacht. Araia ist die Hauptstadt von Aspárrena und die einzige der zehn Städte in der Gemeinde, die keinen Rat bildet, da sie direkt von der Gemeinde abhängt.
| Offizieller Name | Bevölkerung | Bevölkerung | Bevölkerung | Bevölkerung | Bevölkerung |
| Offizieller Name | 2000        | 2005        | 2010        | 2015        | 2019        |
| Araia            | 1.179       | 1.221       | 1.294       | 1.248       | 1.255       |
| Concejos         |             |             |             |             |             |
| Albeiz/Albéniz   | 91          | 84          | 81          | 78          | 69          |
| Ametzaga         | 21          | 16          | 36          | 39          | 35          |
| Andoin           | 46          | 35          | 26          | 28          | 26          |
| Arriola          | 45          | 45          | 41          | 41          | 40          |
| Egino            | 76          | 80          | 75          | 85          | 77          |
| Gordoa           | 29          | 30          | 38          | 35          | 35          |
| Ibarguren        | 19          | 19          | 13          | 12          | 11          |
| Ilarduia         | 44          | 56          | 56          | 65          | 52          |
| Urabain          | 28          | 20          | 20          | 16          | 14          |
| Gesamt           | 1.578       | 1.606       | 1.680       | 1.647       | 1.614       |

## Wirtschaft
In der Wirtschaft ist das Industriegebiet Asparrena-San Millán hervor, das sich neben der Autovía A-1 befindet und sich über beide Gemeinden sowie den Orten Albéniz, Amézaga, Eguílaz und San Román de San Millán erstreckt. Dieses Gebiet beherbergt 15 Unternehmen, darunter Froneri Iberia S.L. (Nestle Ice Cream, ehemals Miko) sowie ein Michelin-Logistikzentrum mit 80.000 Quadratmeter Lagerfläche für die in seinem Werk in Vitoria-Gasteiz hergestellten Reifen.

## Politik

### Wahlergebnisse
| Politische Partei                                                             | 2019                | 2019                      | 2015                | 2015                      | 2011                | 2011                      | 2007                | 2007                      | 2003                | 2003                      | 1999                | 1999                      | 1995                | 1995                      |
| Politische Partei                                                             | Prozent der Stimmen | Mitglieder im Gemeinderat | Prozent der Stimmen | Mitglieder im Gemeinderat | Prozent der Stimmen | Mitglieder im Gemeinderat | Prozent der Stimmen | Mitglieder im Gemeinderat | Prozent der Stimmen | Mitglieder im Gemeinderat | Prozent der Stimmen | Mitglieder im Gemeinderat | Prozent der Stimmen | Mitglieder im Gemeinderat |
| Eusko Alderdi Jeltzalea-Partido Nacionalista Vasco (EAJ-PNV)                  | 35,78               | 3                         | 31,05               | 3                         | 16,27               | 1                         | 15,44               | 1                         | -                   | -                         | 25,91               | 3                         | 32,57               | 3                         |
| EH Bildu / Bildu                                                              | 58,62               | 6                         | 27,04               | 3                         | 49,03               | 6                         | -                   | -                         | -                   | -                         | -                   | -                         | -                   | -                         |
| Partido Socialista de Euskadi-Euskadiko Ezkerra (PSE-EE)                      | 3,29                | 0                         | 2,06                | 0                         | 2,16                | 0                         | 4,66                | 0                         | 5,36                | 0                         | 4,35                | 0                         | 9,15                | 1                         |
| Partido Popular (PP)                                                          | 1,21                | 0                         | 1,85                | 0                         | 2,80                | 0                         | 4,18                | 0                         | 8,49                | 1                         | 7,15                | 0                         | 4,79                | 0                         |
| Can. I. Asparrena 1 (CIA 1)                                                   | -                   | -                         | 25,30               | 2                         | 21,88               | 2                         | 10,25               | 1                         | 23,36               | 2                         | -                   | -                         | -                   | -                         |
| Can. I. Asparrena 2 (CIA 2)                                                   | -                   | -                         | 11,51               | 1                         | -                   | -                         | -                   | -                         | -                   | -                         | -                   | -                         | -                   | -                         |
| A.I. Azparrenako/Azparrenako Elkarte Inde. (AIA/EI)                           | -                   | -                         | -                   | -                         | -                   | -                         | 2,28                | 0                         | -                   | -                         | -                   | -                         | -                   | -                         |
| Aralar                                                                        | -                   | -                         | -                   | -                         | 5,82                | 0                         | 32,41               | 4                         | 13,24               | 1                         | -                   | -                         | -                   | -                         |
| Eusko Alderdi Jeltzalea-Partido Nacionalista Vasco/Eusko Alkartasuna (PNV/EA) | -                   | -                         | -                   | -                         | -                   | -                         | -                   | -                         | 45,05               | 5                         | -                   | -                         | -                   | -                         |
| Eusko Alkartasuna (EA)                                                        | -                   | -                         | -                   | -                         | -                   | -                         | 23,16               | 3                         | -                   | -                         | 28,39               | 3                         | 29,41               | 3                         |
| Ezker Batua-Berdeak (EB-B)                                                    | -                   | -                         | -                   | -                         | -                   | -                         | 5,57                | 0                         | 2,43                | 0                         | -                   | -                         | -                   | -                         |
| Euskal Herritarrok (EH)                                                       | -                   | -                         | -                   | -                         | -                   | -                         | -                   | -                         | -                   | -                         | 24,35               | 3                         | -                   | -                         |
| Herri Batasuna (HB)                                                           | -                   | -                         | -                   | -                         | -                   | -                         | -                   | -                         | -                   | -                         | -                   | -                         | 18,95               | 2                         |
| Agrupación Electoral Indte. de Azparrena (EAEI)                               | -                   | -                         | -                   | -                         | -                   | -                         | -                   | -                         | -                   | -                         | 7,05                | 0                         | -                   | -                         |
| Unidad Alavesa (UA)                                                           | -                   | -                         | -                   | -                         | -                   | -                         | -                   | -                         | 0,03                | 0                         | 0,93                | 0                         | 3,16                | 0                         |

## Sehenswürdigkeiten
- Cueva de la Lece, Höhle
- Vom Fluss Artzanegi gebildete Höhle.
- Kaskaden von Toberia.
- Menhir von Itaida und Cromlech von Mendiluze, in der Sierra de Entzia
- Yacimiento de Kukuma
- Castillo de Marutegui
- Romanische Einsiedelei San Juan de Amamio (12. Jahrhundert)
- Pfarrei Asunción (13. bis 14. Jahrhundert)
- Kirche San Pedro (15. Jahrhundert) und ihr neoklassizistisches Altarretabel
- Einsiedelei San Juan de Amamio (16. Jahrhundert)
- Einsiedelei von Andra Mari (18. Jahrhundert), mit einem barocken Bildnis der Himmelfahrt im Inneren
- Rathaus im Barockstil (1771) mit dem Wappen der Bruderschaft von Aspárrena
- Alte Schmiede der Familie Ajuria (19. Jahrhundert)
- Quelle des Flusses Zirauntza und sein Damm (19. Jahrhundert)
- Haus der Kultur und seine Sammlung zeitgenössischer Kunst
- Arrazpi-Steinbruch
- Pfarrkirche San Juan Bautista
- Zwei Flussmühlen

## Veranstaltungen und Feste
- Amézaga de Aspárrena (Mai).
- Albéniz (San Juan, 23. Juni).
- Araya (San Pedro, 29. Juni).
- Eguino (San Cristóbal, 10. Juli).
- Andóin (Santa Marina, 18. Juli).
- Araya (15. August).
- Arriola (15. August).
- Gordoa (San Bartolomé, 24. August).
- Ilarduya (San Miguel, 29. September).
- Ibarguren (September).
- Festival de Teatro de Humor de Araya (ca. 15. August)
- Araia TX (dritter Samstag im Juli), Araya.
- Araia Krosa (drittes Wochenende im Juni), Araya.
- Ländliche Karnevale von Andóin-Eguino-Ilarduya.
- Ende des Musikjahres (Wochenenden im Oktober).